# Mączniak rzekomy grochu
Mączniak rzekomy grochu – grzybowa choroba grochu wywoływana przez organizm grzybopodobny – Peronospora viciae.

## Występowanie
Choroba ta występuje tylko na grochu. W większym nasileniu może się pojawić, kiedy wiosną i na  początku  lata jest ciepła i wilgotna pogoda.

## Objawy i szkodliwość
Pierwsze objawy występują w postaci chlorotycznych, następnie żółtawo-brunatnych plam występujących na górnej stronie liści i przylistków oraz innych części roślin. Plamy te są nieregularne lub ograniczone nerwami. Na dolnej stronie liścia, bezpośrednio pod plamami oraz na wewnętrznej stronie strąków występuje białawy nalot, który na przylistkach i liściach staje się późnej szarofioletowy. Silne opanowanie części roślin przez mączniaka rzekomego grochu  powoduje ich zamieranie. Nasiona pochodzące z chorych strąków są mniejsze w porównaniu do zdrowych oraz są pokryte drobnymi plamkami. Porażenie pędów skutkuje wytworzeniem jasnozielonych, chorych liści oraz ich zamieranie przed kwitnieniem. Zakażone nasiona mają gorszą jakość i mogą stanowić źródło choroby w  przypadku ich wysiewu.

## Zwalczanie
Niszczenie resztek chorych roślin oraz siew zdrowych nasion. W czasie sezonu wegetacyjnego zwalczanie polega na stosowaniu fungicydów zawierających strobiluryny. Ponadto na początku uprawy, w fazie pierwszych 2-3 liści, można stosować biostymulatory odporności ograniczające porażenie upraw.